# 서울남사초등학교
서울남사초등학교(서울南舍初等學校)는 대한민국 서울특별시 동작구에 있는 공립 초등학교이다.

## 학교 연혁
- 1979년 9월 27일 서울남사국민학교로 개교.
- 1996년 3월 2일 서울남사초등학교로 교명 변경.

## 참고 자료
- 서울남사초등학교 - 한국교육학술정보원 학교알리미